# Al-Ittihad Alexandria Club
|  | Aquest article tracta sobre el club de futbol egipci. Vegeu-ne altres significats a «Al-Ittihad». |

L'Al-Ittihad Alexandria Club (àrab: نادي الإتحاد الإسكندري, Nādī al-Ittiḥād al-Iskandarī, ‘Club Alexandrí de la Unió’) és un club egipci de futbol de la ciutat d'Alexandria. Al-Ittihad significa ‘la Unió’.

## Història
El-Ittihad és un dels clubs més antics d'Egipte, fundat el 1914 a Alexandria. Fou el primer club que plantejà la idea de fundar una Federació Egípica de Futbol el 1921.

## Estadi

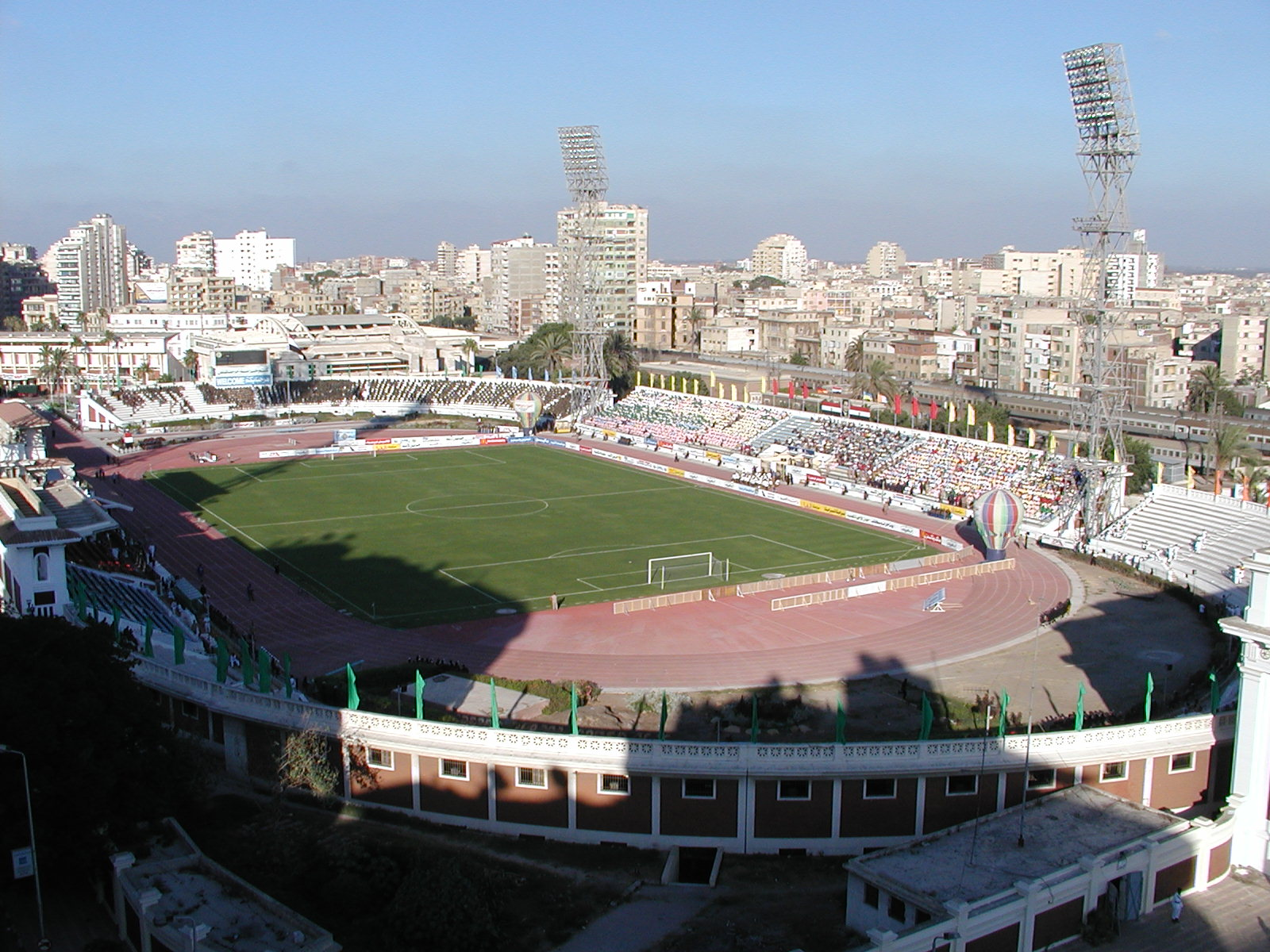
Estadi d'Alexandria

- Estadi d'Alexandria
  - Capacitat: 13.660 espectadors
  - Lloc: Mohram Bek, Alexandria
  - Inauguració: 1929

## Palmarès
- Copa egípcia de futbol: [1]
  - 1926, 1936, 1948, 1963, 1973, 1976

- Copa Sultan Hussein: 
  - 1935

- Lliga de l'Alexandria de futbol: 
  - de 1926 a 1953